# Теано
Вижте пояснителната страница за други значения на Теано.
Теано (на италиански: Teano) е град и община в Южна Италия.

## География
Градът се намира в провинция Казерта на област (регион) Кампания. На около 50 km на юг от Теано е областния център Неапол. Има жп гара. Население 12 614 жители към 1 януари 2009 г.

## История
През 4 век Теано става център на епархия.

## Архитектурни забележителности
- Катедралата, построена през 1116 г.
- Замъкът, построен през 15 век.
- Галерията, построена в романски и готически стил
- Църквата „Сан Петер“, построена през 14 век
- Църквата „Сан Бенедикт“, построена през 9 век
- Францисканския женски манастир "Сант'Антонио", построен през 1427 г.